# Campeonato Europeo de Gimnasia en Trampolín de 2010
El XXII Campeonato Europeo de Gimnasia en Trampolín se celebró en Varna (Bulgaria) entre el 20 y el 25 de abril de 2010 bajo la organización de la Unión Europea de Gimnasia (UEG) y la Federación Búlgara de Gimnasia.